# Macrobrachium birai
Macrobrachium birai is een garnalensoort uit de familie van de Palaemonidae. De wetenschappelijke naam van de soort is voor het eerst geldig gepubliceerd in 1986 door Lobão, Melo & Fernandes.